# Zwitserland op het Eurovisiesongfestival 2007
Zwitserland nam deel aan het Eurovisiesongfestival 2007, gehouden in Helsinki, Finland. Het was de 48ste deelname van het land.

## Selectieprocedure

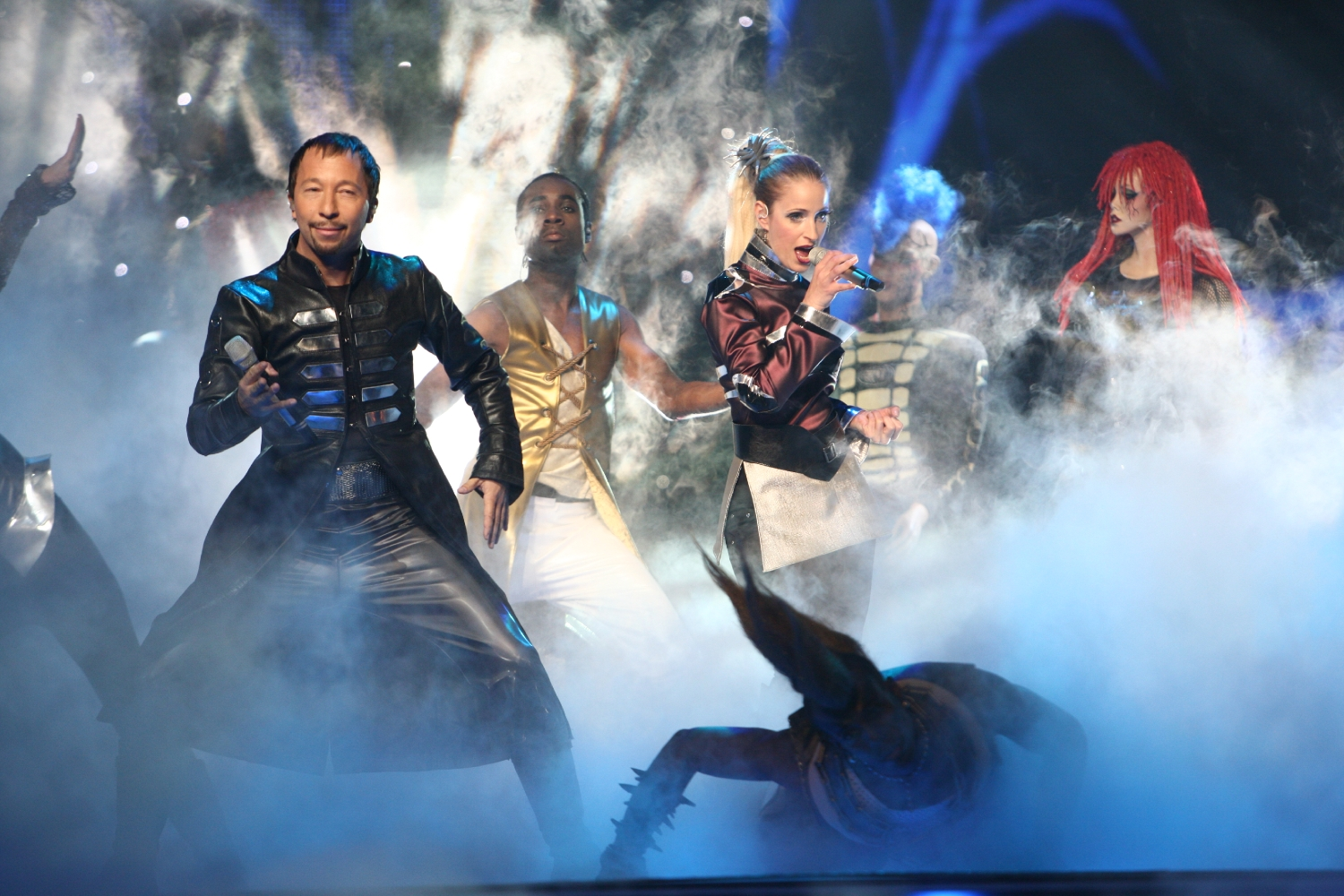
DJ BoBo

Net zoals het vorige jaar, koos men dit jaar voor een interne selectie.
Uit 60 inzendingen koos men uiteindelijk DJ BoBo met het lied Vampires are alive.
DJ BoBo alias René Baumann is een bekende dance-muzikant. Hij heeft enkele hits gemaakt in eigen land en één hit die heel Europa veroverde namelijk Somebody Dance with Me.

## In Helsinki
In de halve finale moest men als 8ste aantreden, net na Montenegro en voor Moldavië. Op het einde van de avond bleek dat ze op een 20ste plaats waren geëindigd met 39 punten. Dit was niet genoeg om de finale te bereiken.
Nederland en België hadden geen punten over voor deze inzending.

### Gekregen punten

#### Halve Finale
| 12 punten | 10 punten | 8 punten     | 7 punten                                    | 6 punten  |
| --------- | --------- | ------------ | ------------------------------------------- | --------- |
|           | - Malta   | - Duitsland  |                                             | - Andorra |
| 5 punten  | 4 punten  | 3 punten     | 2 punten                                    | 1 punt    |
|           | - Letland | - Denemarken | - Cyprus - Estland - Griekenland - Slovenië | - Kroatië |

### Punten gegeven door Zwitserland

#### Halve Finale
| 12 punten | Servië          |
| 10 punten | Turkije         |
| 8 punten  | Portugal        |
| 7 punten  | Albanië         |
| 6 punten  | Noord-Macedonië |
| 5 punten  | Kroatië         |
| 4 punten  | Hongarije       |
| 3 punten  | Oostenrijk      |
| 2 punten  | Letland         |
| 1 punt    | Nederland       |

#### Finale
| 12 punten | Servië                |
| 10 punten | Turkije               |
| 8 punten  | Bosnië en Herzegovina |
| 7 punten  | Duitsland             |
| 6 punten  | Noord-Macedonië       |
| 5 punten  | Spanje                |
| 4 punten  | Griekenland           |
| 3 punten  | Hongarije             |
| 2 punten  | Oekraïne              |
| 1 punt    | Finland               |

1956 · 1957 · 1958 · 1959 · 1960 · 1961 · 1962 · 1963 · 1964 · 1965 · 1966 · 1967 · 1968 · 1969 · 1970 · 1971 · 1972 · 1973 · 1974 · 1975 · 1976 · 1977 · 1978 · 1979 · 1980 · 1981 · 1982 · 1983 · 1984 · 1985 · 1986 · 1987 · 1988 · 1989 · 1990 · 1991 · 1992 · 1993 · 1994 · 1995 · 1996 · 1997 · 1998 · 1999 · 2000 · 2001 · 2002 · 2003 · 2004 · 2005 · 2006 · 2007 · 2008 · 2009 · 2010 · 2011 · 2012 · 2013 · 2014 · 2015 · 2016 · 2017 · 2018 · 2019 · 2020 · 2021 · 2022 · 2023 · 2024 · 2025